# Адамовка (Альшеєвський район)
Ада́мовка (рос. Адамовка, башк. Адамовка) — присілок у складі Альшеєвського району Башкортостану, Росія. Входить до складу Трунтаїшевської сільської ради.
Населення — 1 особа (2010; 3 в 2002).
Національний склад:
- українці — 100 %